# Thirty Years of Maximum R&B
Thirty Years of Maximum R&B è una raccolta del gruppo musicale rock britannico The Who, pubblicata nel 1994.

## Contenuti
L'album è composto da quattro dischi con una selezione di brani della band dal 1964 al 1991, anno in cui è stata realizzata la cover del brano di Elton John Saturday Night's Alright for Fighting.

## Tracce
Tutte le tracce sono di Pete Townshend eccetto dove indicato.

### Disco 1
1. Pete Dialogue (Live at the Long Beach Arena, 10 December 1971) – 0:21
2. I'm the Face (Peter Meaden) – 2:27
3. Here 'Tis (Ellas McDaniel; as The High Numbers) – 2:08
4. Zoot Suit (Meaden; as The High Numbers) – 1:57
5. Leaving Here (Holland-Dozier-Holland; erroneously credited as The High Numbers) – 2:47
6. I Can't Explain – 2:03
7. Anyway, Anyhow, Anywhere (Townshend, Roger Daltrey) – 2:38
8. Daddy Rolling Stone (Otis Blackwell) – 2:49
9. My Generation – 3:17
10. The Kids Are Alright – 3:05
11. The Ox (Townshend, Keith Moon, John Entwistle, Nicky Hopkins) – 3:37
12. A Legal Matter – 2:46
13. Pete Dialogue (Live at Leeds University, 1970) – 0:57
14. Substitute (Live at Leeds University, 1970) – 2:08
15. I'm a Boy ("No Horns" remix) – 2:36
16. Disguises – 3:20
17. Happy Jack Jingle – 0:31
18. Happy Jack – 2:11
19. Boris the Spider (John Entwistle) – 2:27
20. So Sad About Us – 2:59
21. A Quick One, While He's Away (Original studio version/Live at the Rolling Stones Rock 'n' Roll Circus, 1968) – 9:39
22. Pictures of Lily – 2:43
23. Early Morning Cold Taxi (Dave "Cy" Langston, Daltrey) – 3:03
24. Coke 2 – 0:48
25. (This Could Be) The Last Time (Mick Jagger, Keith Richards) – 2:59
26. I Can't Reach You – 3:03
27. Girl's Eyes (Moon) – 3:06
28. Bag O'Nails – 0:05
29. Call Me Lightning – 2:20

### Disco 2
1. Rotosound Strings – 0:06
2. I Can See for Miles – 4:14
3. Mary Anne with the Shaky Hand – 2:07
4. Armenia City in the Sky (Speedy Keen) – 3:13
5. Tattoo – 2:41
6. Our Love Was – 3:06
7. Rael 1 – 5:42
8. Rael 2 – 0:52
9. Track Records/Premier Drums ("Track Records" previously unreleased) – 0:31
10. Sunrise – 3:03
11. Russell Harty Dialogue – 0:21
12. Jaguar – 2:03
13. Melancholia – 3:18
14. Fortune Teller (Naomi Neville) – 2:18
15. Magic Bus – 3:16
16. Little Billy – 2:16
17. Dogs – 3:01
18. Overture – 3:53
19. The Acid Queen – 3:33
20. Abbie Hoffman Incident (Live at Woodstock, 1969) – 0:16
21. Underture (Live at Woodstock, 1969) – 3:53
22. Pinball Wizard – 3:00
23. I'm Free – 2:38
24. See Me, Feel Me (Original studio version/Live at Leeds University, 1970) – 3:31
25. Heaven and Hell (Entwistle) – 3:33
26. Pete Dialogue (Live at Leeds University, 1970) – 0:36
27. Young Man Blues (Mose Allison) – 4:38
28. Summertime Blues (Remix) (Eddie Cochran, Jerry Capehart) – 3:22

### Disco 3
1. Shakin' All Over (Fred Heath) – 4:06
2. Baba O'Riley – 4:56
3. Bargain (Live at the San Francisco Civic Auditorium, 1971) – 4:54
4. Pure and Easy – 5:10
5. The Song Is Over – 6:09
6. Studio Dialogue – 0:47
7. Behind Blue Eyes – 3:39
8. Won't Get Fooled Again – 8:30
9. The Seeker – 3:21
10. Bony Moronie (Larry Williams; live at the Young Vic Theater, London, 1971) – 3:18
11. Let's See Action – 3:54
12. Join Together – 4:22
13. Relay – 4:00
14. The Real Me (1979 re-recording) – 3:29
15. 5:15 (Single edit) – 4:18
16. Bell Boy – 4:54
17. Love, Reign o'er Me – 4:51

### Disco 4
1. Long Live Rock – 3:54
2. Life with the Moons – 1:43
3. Naked Eye (Live at the Young Vic Theatre, London, 1971) – 5:00
4. University Challenge – 0:30
5. Slip Kid – 4:09
6. Poetry Cornered – 0:39
7. Dreaming from the Waist (Live at the Swansea Football Ground, 1976) – 4:08
8. Blue Red and Grey – 2:45
9. Life with the Moons 2 – 0:46
10. Squeeze Box – 2:39
11. My Wife (Entwistle; live at the Swansea Football Stadium, 1976) – 4:14
12. Who Are You – 5:00
13. Music Must Change – 4:36
14. Sister Disco – 4:19
15. Guitar and Pen – 5:48
16. You Better You Bet – 5:33
17. Eminence Front – 5:26
18. Twist and Shout (Bert Russell, Phil Medley; live at Shea Stadium, New York 1982) – 3:01
19. I'm a Man (McDaniel; live at Radio City Music Hall, New York, 1989) – 6:11
20. Pete Dialogue (Live at the Fillmore West, San Francisco, 1969) – 0:37
21. Saturday Night's Alright (For Fighting) (Elton John, Bernie Taupin) – 4:33

## Formazione

### The Who
- Roger Daltrey - voce, armonica, percussioni, chitarra
- Kenney Jones - batteria (in "The Real Me", "You Better You Bet", "Eminence Front", "Twist and Shout")
- John Entwistle - basso, corni, piano, voce
- Keith Moon - batteria, percussioni, voce (in "Bell Boy", "Girl's Eyes")
- Pete Townshend - chitarra, sintetizzatore, piano, organo, voce

### Altri musicisti
- Jon Astley - batteria (in "Saturday Night's Alright (For Fighting)")
- Steve Bolton - chitarra (in "I'm a Man")
- John Bundrick - tastiera (in "The Real Me", "I'm a Man")
- Jody Linscott - percussioni (in "I'm a Man")
- Simon Phillips - batteria (in "I'm a Man")